# Romana Haberfeld
Romana Haberfeld (ur. 1881 w Moskwie, zm. 1948) – nauczycielka żydowskiego pochodzenia w gdańskich szkołach w latach 1913–1939,  autorka artykułów o dydaktyce języków obcych oraz książki popularyzującej wkład Gdańska, jego mieszkańców i mieszkanek w rozwój kultury niemieckiej.

## Życiorys
Urodziła się w rodzinie zamożnego kupca Izydora Haberfelda i Marii z domu Laski jako jedno z czworga dzieci. Po kilku latach rodzina wyjechała z Moskwy do Berlina. Później zamieszkali w Gdańsku. Haberfeld został dyrektorem gdańskiej filii banku Moskauer Internationale Handelsbank i członkiem Rady Reprezentantów w gminie żydowskiej. Rodzice wychowali dzieci w duchu liberalnym, dbając o ich wszechstronną edukację.
Romana uczyła się w Berlinie, a od 1894 w Viktoriaschule w Gdańsku oraz w związanym z nią seminarium nauczycielskim. W 1901 zdała egzamin na nauczycielkę. Znalazła pracę w gimnazjum dla dziewcząt dr. Johannesa Scherlera przy ulicy Poggenpfuhl 16 (dziś Żabi Kruk), prywatnej szkole z wykładowym językiem rosyjskim. Studiowała filozofię i języki (francuski i niemiecki) na uniwersytetach w Greifswaldzie i Getyndze. Jesienią 1912 w Getyndze zdała egzamin państwowy na nauczycielkę. W semestrze wiosennym 1913 podjęła pracę w szkole średniej dla dziewcząt Viktoriaschule w Gdańsku (ul. Holzgasse 24–26, dziś Kładki). Pracowała do 1933. Była bardzo ceniona. Cieszyła się uznaniem oraz szacunkiem zarówno uczniów i uczennic, jak i rodziców i grona pedagogicznego.
Była członkinią szkolnych stowarzyszeń, których celem było wzmacnianie niemieckości i kształtowanie dumy z przynależności do narodu niemieckiego. Działała w Wyższej Szkoły Ludowej (po I wojnie światowej organizaowano tu wykłady dla Żydów i innych chętnych). Była aktywna w żydowskich stowarzyszeniach i szkołach. Uczestniczyła m.in. w imprezach Kulturbundu (Żydowskiego Związku Kulturalnego).
W 1920 wraz z Wilhelmem Tesdorpfem napisała książkę Danzig: Ein Beitrag zur deutschen Kulturkunde. Publikowała artykuły w czasopismach pedagogicznych.
Kiedy naziści doszli do władzy w 1933, choć rodzina Haberfeldów (Romana, siostra Rita i matka) nie została wyrzucona z mieszkania przy ul. Brotbänkergasse 4/5 (dziś Chlebnicka), to Romana straciła pracę w szkole średniej. Podobnie stało się z jej siostrą. Romana rozpoczęła pracę w niższych klasach w szkole Scherlera. Stamtąd też szybko została zwolniona. Powodem było żydowskie pochodzenie. Wydarzenia te wywołały u niej depresję. Od całkowitej zapaści uratowała ją w 1934 propozycja Ruth Rosenbaum, by podjęła pracę w nowo powstałej prywatnej szkole żydowskiej. Romana podjęła pracę.
W marcu 1939 z siostrą Ritą uciekła do Francji. Zamieszkały w Nicei. Później Rita została deportowana z Francji i zginęła w Auschwitz. Romanie udało się przeżyć, ale pod koniec 1948 popełniła samobójstwo. W ostatnich latach swojego życia próbowała kontynuować pracę pedagogiczną i społeczną. Założyła we Francji Dom Nauczyciela.